# アドルフ・フリードリヒ2世 (メクレンブルク公)
アドルフ・フリードリヒ2世（ドイツ語: Adolf Friedrich II.、1658年10月19日 - 1708年5月12日）は、神聖ローマ帝国の領邦国家であるメクレンブルク＝シュトレーリッツの君主（在位：1701年 - 1708年）。

## 生涯
メクレンブルク公アドルフ・フリードリヒ1世と2度目の妻マリア・カタリーナ・フォン・ブラウンシュヴァイク＝ダンネンベルクの息子として、父の死後にグラーボウで生まれた。
1695年にメクレンブルク家の分家メクレンブルク＝ギュストロー家が断絶すると、アドルフ・フリードリヒの甥メクレンブルク＝シュヴェリーン公フリードリヒ・ヴィルヘルム1世が継承権を主張したが、アドルフ・フリードリヒはそれに異議を唱えた。
この継承争いは1701年のハンブルク条約による合意で終結、アドルフ・フリードリヒはラッツェブルク侯領とメクレンブルク＝シュトレーリッツ公国を継承した。
アドルフ・フリードリヒ2世の死後、公位は息子のアドルフ・フリードリヒ3世が継承した。

## 家族
1684年、アドルフ・フリードリヒ2世はメクレンブルク＝ギュストロー公グスタフ・アドルフの娘マリア・フォン・メクレンブルク＝ギュストロー（1659年7月19日 - 1701年1月16日）と結婚した。2人は1男4女をもうけた。
- アドルフ・フリードリヒ3世（1686年6月7日 シュトレーリッツ - 1752年12月11日 シュヴェリーン） - メクレンブルク＝シュトレーリッツ公
- マグダレーナ・アマーリア（1689年4月25日 シュトレーリッツ - 4月28日 シュトレーリッツ）
- マリア（1690年8月7日 シュトレーリッツ）
- エレオノーレ・ヴィルヘルミナ（1691年7月8日 シュトレーリッツ - 7月9日 シュトレーリッツ）
- グスタフェ・カロリーネ（1694年7月12日 シュトレーリッツ - 1748年4月13日 シュヴェリーン） - メクレンブルク公クリスティアン・ルートヴィヒ2世と結婚

1702年、アドルフ・フリードリヒ2世はザクセン＝ゴータ＝アルテンブルク公フリードリヒ1世の娘ヨハンナ・フォン・ザクセン＝ゴータ（1680年10月1日 - 1704年7月9日）と再婚した。2人の間に子供はいなかった。
1705年6月10日、アドルフ・フリードリヒ2世はノイシュトレーリッツで3度目の結婚をした。結婚相手はシュヴァルツブルク＝ゾンダースハウゼン侯クリスティアン・ヴィルヘルム1世の娘クリスティアーネ・エミリエ・フォン・シュヴァルツブルク＝ゾンダースハウゼン（1681年3月13日 - 1751年11月1日）であり、2人は1男1女をもうけた。
- ゾフィー・クリスティーネ・ルイーゼ（1706年10月12日 シュトレーリッツ - 1708年12月22日 シュトレーリッツ）
- カール・ルートヴィヒ・フリードリヒ（1708年2月23日 シュトレーリッツ - 1752年6月5日 ミロウ） - ミロウ侯

1820年に即位したジョージ4世以降のイギリス君主はアドルフ・フリードリヒ2世の孫娘シャルロッテを通じて、アドルフ・フリードリヒ2世の血をひいている。